# Martin-Luther-Kirche (Borken)

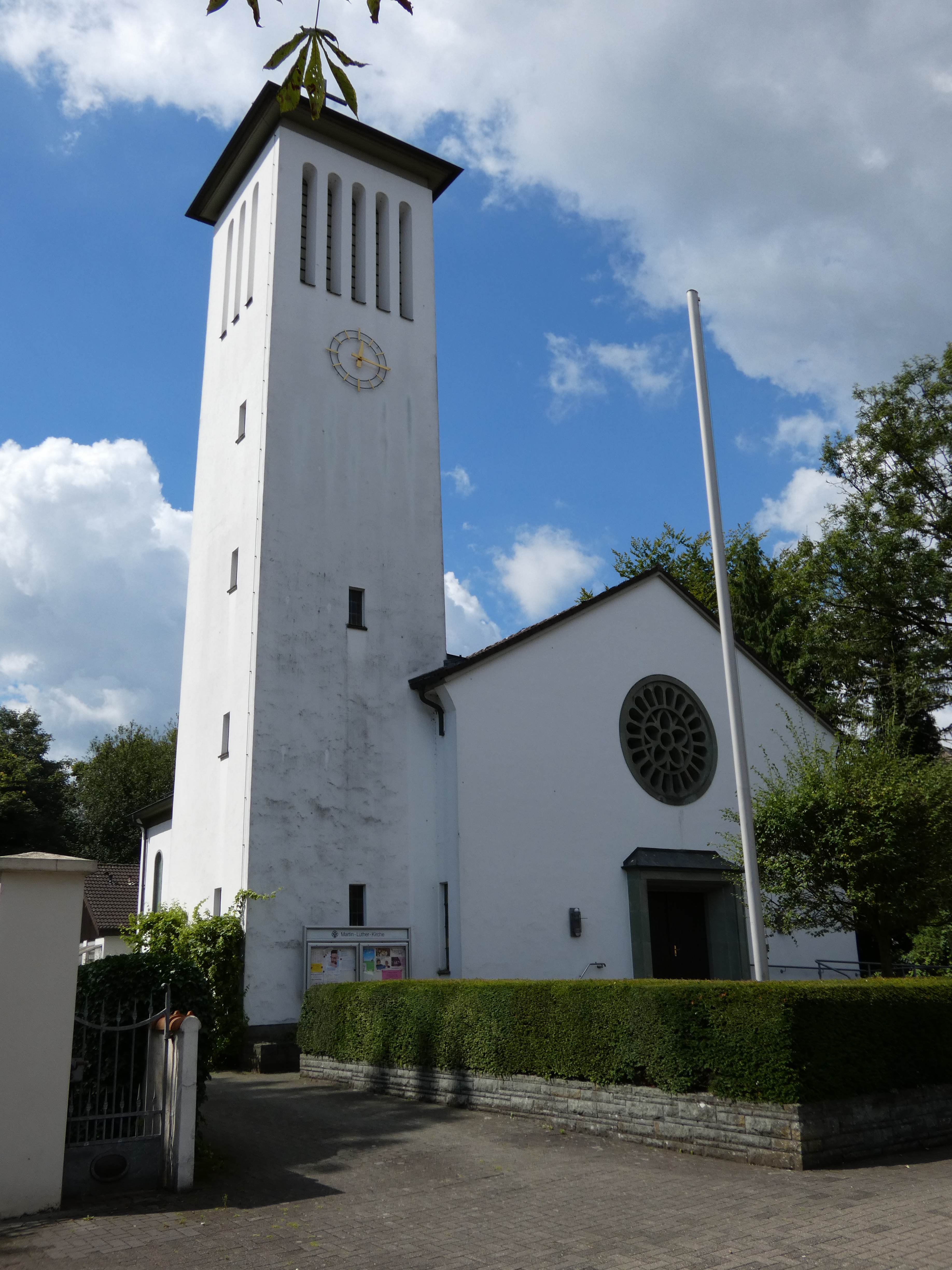
Martin Luther-Kirche in Borken (Westfalen)

Die Martin-Luther-Kirche ist ein evangelisches Kirchengebäude in Borken.

## Geschichte
Die Kirche wurde 1957 bis 1958 erbaut, nachdem ein Anstieg der Zahl der evangelischen Bürger die Einrichtung eines eigenen Pfarrbezirkes samt Pfarrstelle erforderlich gemacht hatte. 1966 wurde der bis dahin zur Kirchengemeinde Gemen gehörende Pfarrbezirk zur selbständigen Kirchengemeinde. Sie gehört zum Kirchenkreis Steinfurt-Coesfeld-Borken in der Evangelischen Kirche von Westfalen.
2015 bis 2016 wurde das Kircheninnere umgestaltet.
Im Turm der Kirche hängen vier Bronze-Glocken mit den Schlagtönen fis1, a1, h1 und d2.

## Die Christusfigur am neugestalteten Altar

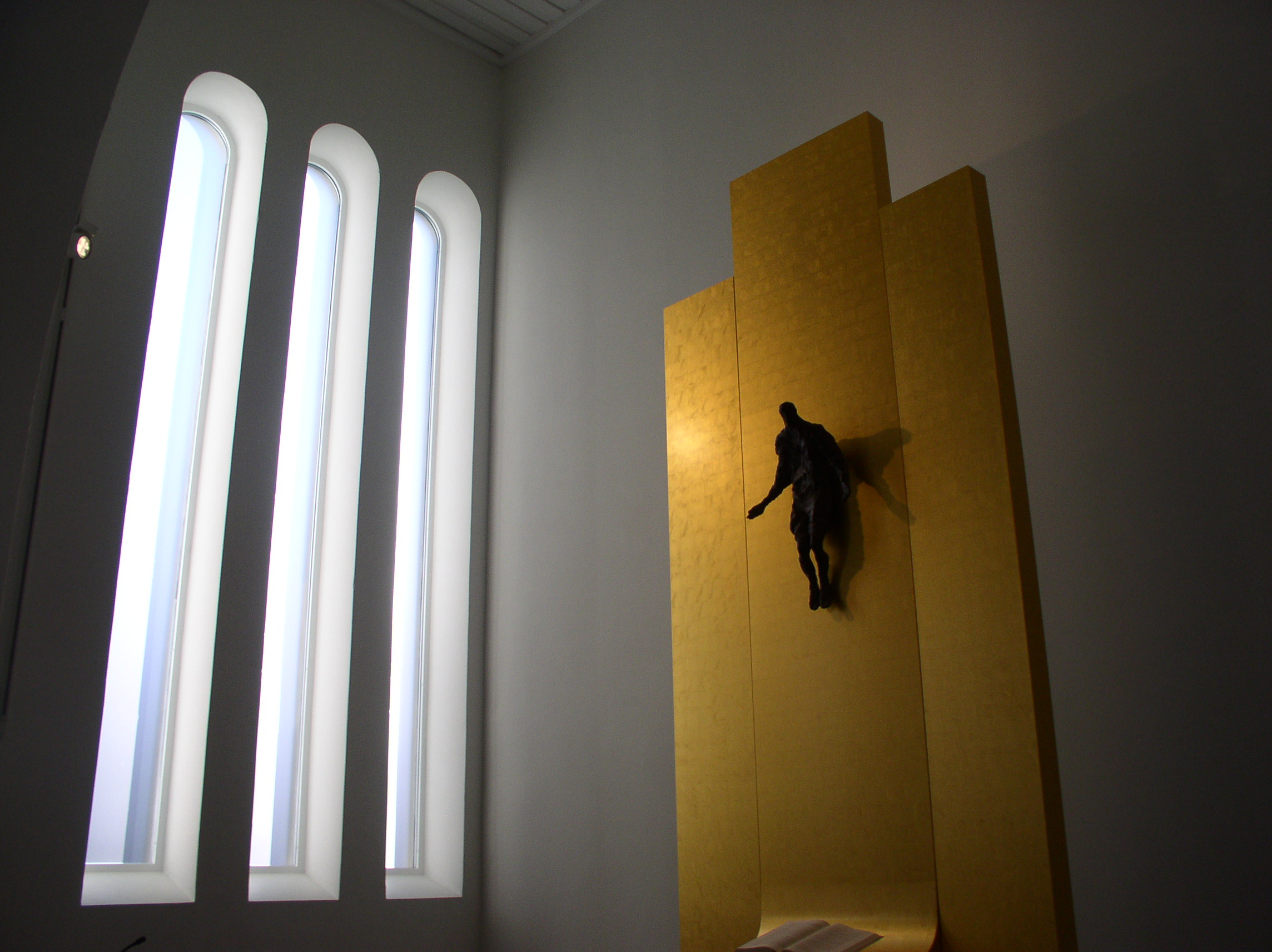
Der Altar der Martin-Luther-Kirche in Borken, gestaltet von Peter Marggraf.
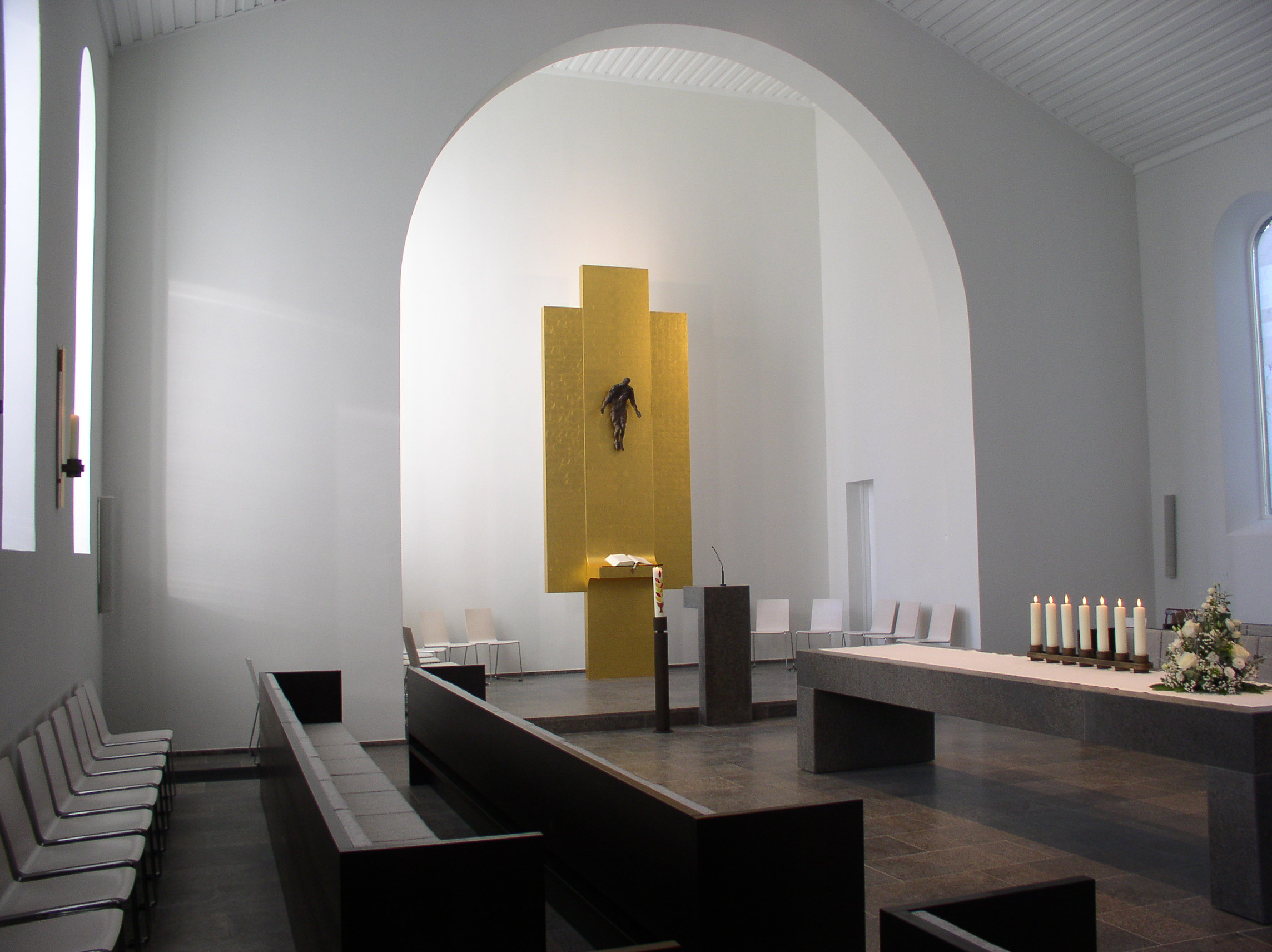
Der neugestalteten Altar der Martin-Luther-Kirche in Borken von Peter Marggraf.
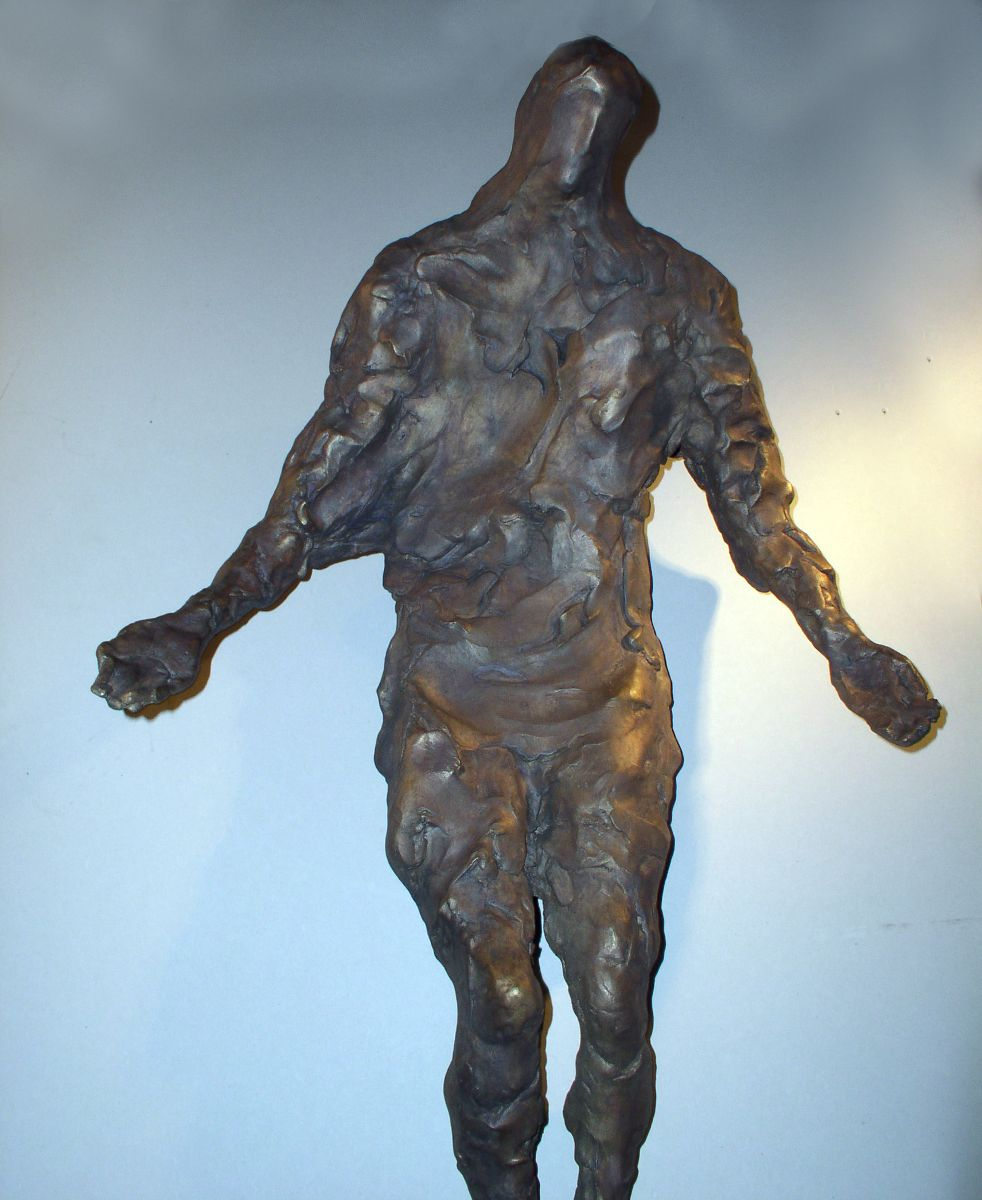
Borkener Christus. Gestaltet von Peter Marggraf.